# 國際慰安婦紀念日
國際慰安婦紀念日是定於每年8月14日的一個紀念日。1991年8月14日，韓國「慰安婦」受害者金學順在當年二十萬名遭日本帝國強擄為慰安婦的少女中，首度公開揭露日軍二戰期間的性暴力犯罪，她的勇氣鼓舞了其他慰安婦，一起在東京地方裁判所提起訴訟，也終於證實「慰安婦」制度的存在。